# Takao Kawaguchi
Takao Kawaguchi (Hiroshima, 13 april 1950) is een Japans judoka. 
Kawaguchi werd in 1971 Aziatisch kampioen judo. Een jaar later in 1971 werd Kawaguchi wereldkampioen.
Tijdens de Olympische Zomerspelen 1972 raakte Kawaguchi in de derde ronde geblesseerd. Zijn coach Akio Kaminaga adviseerde om zich terug te trekken uit het toernooi. Kawaguchi sloeg dat advies in de wind en won uiteindelijk de gouden medaille.

## Resultaten
- Aziatische kampioenschappen judo 1970 in Kaohsiung  in het lichtgewicht
- Wereldkampioenschappen judo 1971 in Ludwigshafen am Rhein  in het lichtgewicht
- Olympische Zomerspelen 1972 in München  in het lichtgewicht
- Wereldkampioenschappen judo 1973 in Lausanne  in het lichtgewicht

1964: Takehide Nakatani ·
1972: Takao Kawaguchi ·
1976: Héctor Rodríquez ·
1980: Ezio Gamba ·
1984: Ahn Byeong-keun ·
1988: Marc Alexandre ·
1992: Toshihiko Koga ·
1996: Kenzo Nakamura ·
2000: Giuseppe Maddaloni ·
2004: Lee Won-hee ·
2008: Elnur Mammadli · 
2012: Mansoer Isajev · 
2016: Shohei Ono · 
2020: Shohei Ono · 
2024: Hidayet Heydarov